# マルティン・パス
『マルティン・パス』（原題 仏: Martin Paz ）は、1852年に刊行されたジュール・ヴェルヌの冒険小説。

## 概要
1820年代のペルー独立運動が題材で、ヴェルヌの作品では異色ともいえる恋愛小説になっている。ヴェルヌ自身はペルーを訪問しておらず、想像で書かれたとされ、ユダヤ人に対するステレオタイプな描写がある。

## あらすじ
スペインの植民地支配からの独立の気運が高まるペルーで、主人公マルティン・パスは独立運動を指揮する。

## 登場人物
- マルティン・パス (Martin Paz) - インカ帝国のマンコ・カパックの末裔で、ペルーの独立運動のリーダー。
- ル・サンボ (Le Sambo) - マルティン・パスの父。
- サラ (Sarah) - サミュエルのひとり娘。マルティン・パスと恋仲で、アンドレとの縁談を強引に進める父親に抵抗する。
- サミュエル (Samuel) - サラの父。ユダヤ人の富豪で社会の黒幕でもある。
- アンドレ・セルタ (André Certa) - 混血児で、10万ピアストルの支度金でサラの父のサミュエルを篭絡して婚約を取り付ける。
- ドン・ベガル (Don Vegal) - スペイン人の侯爵でありながら独立運動の指導者であり、敵に追われるマルティン・パスをかくまい面倒を見る。

## 日本語訳
- 『マルティン・パス』江口清（訳）、東京創元社、1958年 - 『世界大ロマン全集[55]』に収録。
- 『マルティン・パス』江口清（訳）、パシフィカ、1979年 - 『洋上都市[他]』に収録。